# Lotfi Rouissi
Pour les articles homonymes, voir Rouissi.
Lotfi Rouissi, né le 13 novembre 1965 à Tunis, est un footballeur tunisien. Il est le frère d'Adel et Faouzi Rouissi.

## Biographie
En 1977, il signe sa première licence au Club africain et rencontre son idole Hédi Bayari. En 1984, il dispute son premier match professionnel.
Avec les sélections de jeunes, il participe à la coupe du monde des moins de 20 ans en 1985, puis aux Jeux olympiques d'été de 1988.
En décembre 1985, il dispute contre la Pologne son premier match avec l'équipe nationale. Le 9 août 1990, il est aligné pour la première fois avec son frère Faouzi en équipe nationale.
Il participe avec l'équipe de Tunisie aux éliminatoires du mondial 1990 puis aux éliminatoires du mondial 1994.
Il reçoit un total de 36 sélections en équipe de Tunisie, inscrivant trois buts.

## Clubs
- 1977-1996 : Club africain ( Tunisie)

## Palmarès
- Vainqueur de la coupe d'Afrique des clubs champions en 1991
- Vainqueur de la coupe afro-asiatique des clubs en 1992
- Vainqueur de la coupe arabe des vainqueurs de coupe en 1995
- Champion de Tunisie en 1990 et 1992
- Vainqueur de la coupe de Tunisie en 1992